# Hervé Granger-Veyron
Hervé Granger-Veyron   (Talença, 11 de gener de 1958) és un tirador d'esgrima francès, ja retirat, especialista en sabre, que va competir durant les dècades de 1980 i 1990.
El 1984 va prendre part en els Jocs Olímpics d'Estiu de Los Angeles, on va disputar dues proves programa d'esgrima. En la competició del sabre per equips guanyà la medalla de plata, mentre en la de sabre individual fou quart. El 1992, als Jocs de Barcelona, guanyà la medalla de bronze en la prova del sabre per equips.
En el seu palmarès també destaca una medalla de bronze al Campionat del Món d'esgrima de 1987.